# Tajmyr (poloostrov)

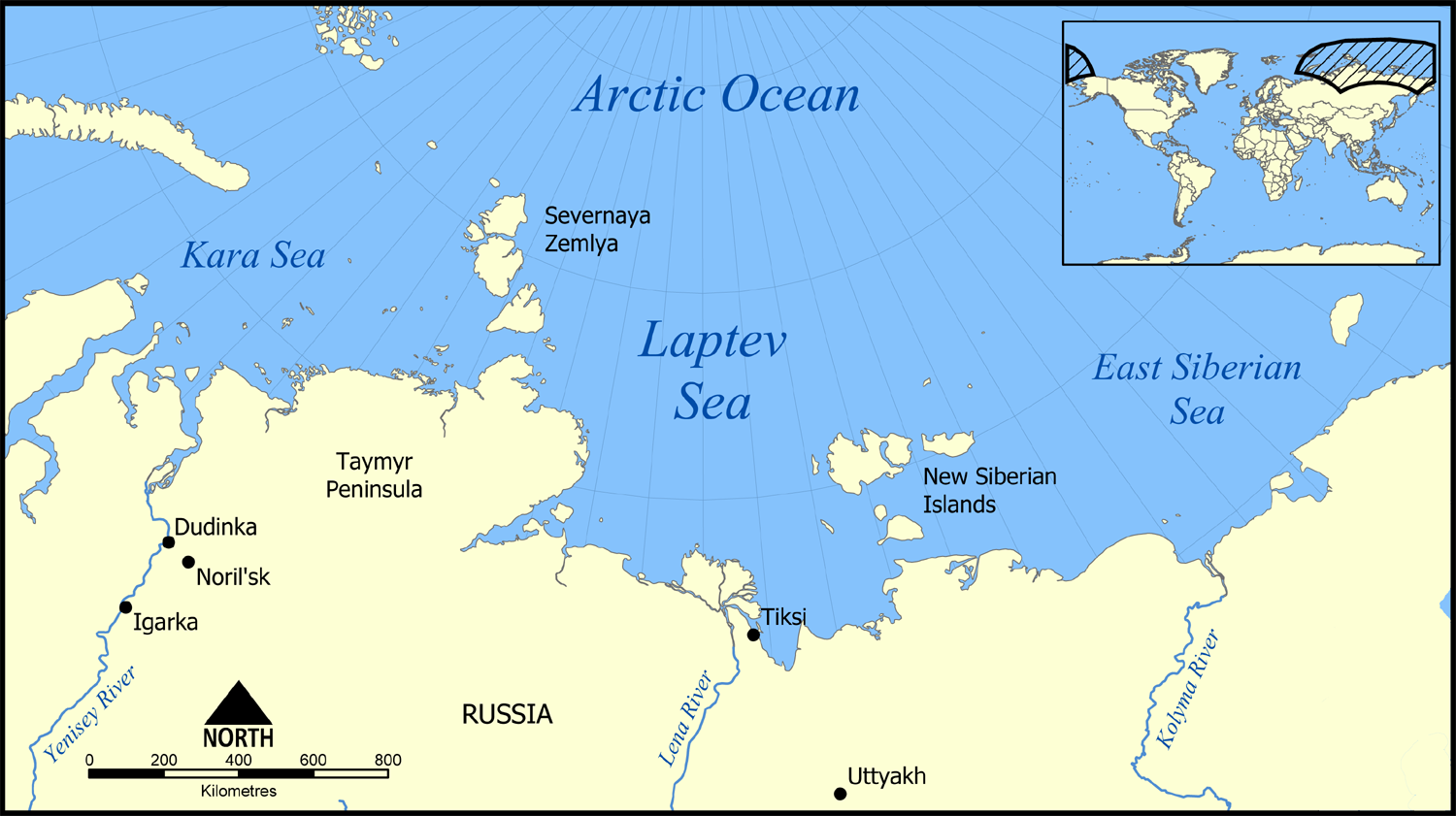
Poloostrov Tajmyr, vlevo od středu

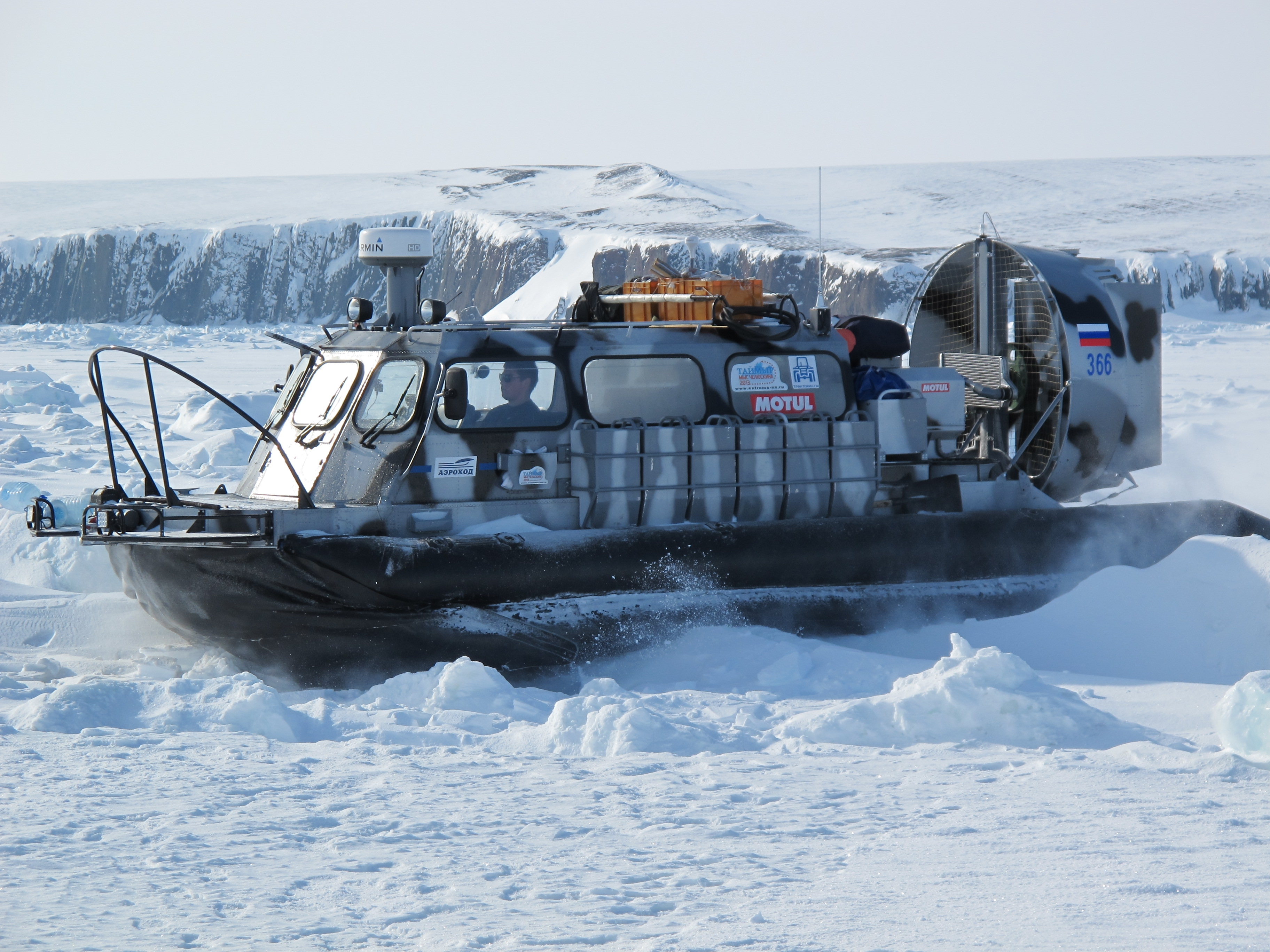
Vznášedlo Hivus-10 uprostřed Tajmyru

Tajmyr (rusky Таймыр) je velký poloostrov v severní Asii, nejsevernější výběžek asijského kontinentu. Nachází se mezi Jenisejským zálivem Karského moře a Chatanžským zálivem moře Laptěvů na území Tajmyrského rajónu v Krasnojarském kraji na samém severu Ruska. V minulosti se zde mluvilo ruským pidžinem, který se nazývá tajmyrský ruský pidžin.

## Geografie
Je přibližně 1000 km dlouhý (v rovnoběžkovém směru) a 500 km široký. Má rozlohu přibližně 400 000 km². Jeho nejsevernějším výběžkem je Čeljuskinův mys a jižní hranici tvoří severní výběžky Středosibiřské pahorkatiny. Pobřeží je silně členité. Největší řeky jsou Pjasina, Horní a Dolní Tajmyra a Chatanga.

## Geologie
Půdy na poloostrově jsou tundrové, lepkavé a arktické. Podle charakteru povrchu se Tajmyrský poloostrov dělí na tři části:
- Severosibiřská nížina se nachází mezi severním výběžkem Středosibiřské pahorkatiny a jižním výběžkem pohoří Byrranga. Je tvořena silnou vrstvou písčitohlinitých usazenin. Reliéf je plochý, rovinný s širokými úvaly. V severní části se rozkládá Tajmyrské jezero.
- Pohoří Byrranga se táhne z jihozápadu na severovýchod od povodí Pjasiny k pobřeží moře Laptěvů. Je tvořeno několika paralelními horskými hřbety. Dosahuje nadmořské výšky 1 146 m. Jsou zde stopy čtvrtohorního zalednění. Ve východní části se nacházejí ledovce o rozloze přibližně 40 km².
- Pobřežní rovina je protáhnutá podél pobřeží Karského moře. Reliéf má kopcovito-rovinný.

## Klima
Klima je drsné, polární. Průměrná roční teplota vzduchu je méně než −10 °C. Krajinu pokrývá permafrost a dlouhodobě zmrzlé horniny. Rostlinstvo je tundrové, jen na jihu se nacházejí řídké lesy.